# Дурунда Андрій Ілліч
Андрій Ілліч Дурунда (народився 5 листопада 1956 в селі Рекіти Міжгірського району Закарпатської області) — український письменник, член Національної спілки журналістів України та член Національної спілки письменників України.

## Життєпис
Народився в селянській сім'ї, що складалася з 7 дітей. Коли йому йшов 10 рік — на 55 році життя помер батько. Через нестатки з 7 до 11 років Андрій змушений був наймитувати в чужих людей. Після відмінного закінчення Голятинської середньої школи у 1974 році поступив на українське відділення філологічного факультету Ужгородського державного університету, яке закінчив у 1979 році.
З 1979-го до 1980 працював кореспондентом обласної газети «Молодь Закарпаття», потім два роки (1980—1982) служив у армії офіцером, командиром взводу, 1982—1984 роки — знову журналістська робота у молодіжній газеті,
1984—1988 роки — інструктор оргвідділу Закарпатського облвиконкому,
1988—1995 роки — відповідальний секретар, заступник голови Закарпатської облорганізації Національної спілки журналістів України,
1996—2001 роки — головний інспектор по зв'язках із ЗМІ та громадськістю Карпатської регіональної митниці,
2002—2010 роки — головний консультант Секретаріату Уповноваженого Верховної Ради України з прав людини.
Останні роки працював головним інспектором по зв'язках з громадськістю апеляційного суду Закарпатської області, помічником народного депутата України. Зараз на пенсії.
З 1983 року — член Національної спілки журналістів України.
1993-го — член Національної спілки письменників України.
Дружина — Дурунда Наталія Іванівна.

## Творчість письменника
Творчість письменника аналізується у книзі — літературному портреті Михайла Ряшка «Андрій Дурунда. Слово в сльозі». 2006 рік.
Написав серію нарисів про Японію, Грецію, Австрію, Болгарію та інші країни, в яких побував.
Деякі твори опубліковані російською та угорською мовами.
Як наголошує доктор філологічних наук, професор, літературознавець Микола Зимомря, «творчість Дурунди націлена на утвердження морально-етичних засад, критеріїв совісті, честі, добра, звернена до фольклору Закарпаття». (Енциклопедія Сучасної України. Том 8, стор. 549. Київ-2008).
Почесний професор Міжнародної Академії літератури і журналістики (МАЛіЖ), один з організаторів перших щорічних фестивалів МАЛІЖ.
Друкувався в україномовних виданнях Словаччини та Німеччини.
Автор книг:
- «Не карай самотністю» Оповідання. 1988 рік.
- «Невидимі пута». Повість. 1993 рік.
- «Сльозинка на зеленім листку». Повість у новелах. Поезії. Дорожні нариси. 1994 рік.
- «Сльози Святої Марії». Роман. 1999 рік.
- «Замах на Паганіні». Нариси. 2002 рік.
- «Дерево на вітрах». Художньо-документальний роман. 2005 рік. Перевидано у 2011 році.
- «Художник і бунтар, або Вічний Дон Кіхот». Документальна повість-монолог. 2010 рік.
- «Вікторія регія». Повість. 2011 рік.
- «Відкрите серце». Художньо-документальна повість. 2012 рік.
- «Сім янголів затрубили…» Новели та оповідання. 2013 рік.
- «Чаша». Новели. Оповідання. Вірші. 2016 рік.[2]
- "Свіча", 2025 рік

Автор передмови «Доля під сузір'ям» до книги Василя Тарчинця «Життєві перехрестя», що вийшла друком 2021 року у львівському видавництві «Папуга».

## Відзнаки
- Лауреат Міжнародної літературної премії «Кредо Івана Франка» (США),
- Лауреат Міжнародної літературної премії ім. Вільгельма Маггера (Німеччина)[4],
- Лауреат Всеукраїнської премії ім. Богдана Лепкого
- Тричі відзначений обласною закарпатською літературною премією ім. Ф. Потушняка.
- Нагороджений Почесною Грамотою Верховної Ради України.